# Наиболее распространённые заблуждения и безумства толпы
«Наибо́лее распространённые заблужде́ния и безу́мства толпы» (англ. Memoirs of Extraordinary Popular Delusions and the Madness of Crowds) — сборник исторических очерков Чарльза Маккея, впервые изданный в Лондоне в 1841 году. Книга описывает явления общественной жизни, которые, по мнению автора, были порождены «безумством и заблуждениями толпы»: «национальные помешательства» (том I) — от финансовых пирамид XVIII века до моды на бороды, «особенные помешательства» (том II) — массовые религиозные движения и суеверия, и «философские заблуждения» (том III) — алхимия и прочие оккультные «науки». Современные Маккею явления XIX века в книге не упоминаются. Начиная с лондонского переиздания 1852 года книга выпускается в двух томах в сокращённой авторской редакции; в изданиях XX и XXI веков оба тома объединяют в одну книгу.
Наибольшую известность получили три «экономические» новеллы книги, описывающие крах системы Ло во Франции (1717—1721), крах Компании Южных морей в Англии (1711—1721) и тюльпаноманию в Нидерландах (1636—1637). Маккей лишь скомпилировал в них тексты и идеи других авторов, но в XX веке именно его «Заблуждения и безумства», неоднократно переиздаваемые, стали настольной книгой экономистов и финансистов. Ошибочные выводы Маккея, отвергнутые академической наукой, превратились в расхожие штампы популярной литературы. По выражению экономиста Мартина Фридсона, «ни одно другое пособие по инвестициям не сумело породить столь же длительный поток дезинформации».

## Публикация и переиздания
Маккей, журналист по профессии, более известный современникам как поэт-песенник, опубликовал двухтомный «Мемуар о заблуждениях толпы» (англ. Memoirs of Extraordinary Popular Delusions) в октябре 1841 года, в возрасте 27 лет. Вероятно, книга разошлась хорошо, так как в самом конце 1841 года за двумя томами последовал третий. Объём книги достиг 1200 страниц, из них примерно 150 страниц (первого тома) занимали три «экономические» новеллы о реальных (финансовые пирамиды 1710-х годов) или вымышленных (тюльпаномания) кризисах XVII—XVIII веков. Сведения о тираже первого издания утрачены; упоминающаяся в библиографических справочниках цифра в пять тысяч экземпляров (исключительно большая для своего времени) недостоверна, но вполне соответствует доходу в триста фунтов стерлингов, которые выручил от издания сам автор.
В 1852 году Маккей выпустил переработанное, сокращённое издание в двух томах. В наибольшей степени подверглась редакции объёмистая глава о месмеризме. Маккей не только удалил рассказ об английской практике месмеристов в 1830-е годы, но и заметно смягчил собственные выводы: в издании 1841 года месмеризм характеризуется однозначно отрицательно («распространившееся со скоростью взрыва заблуждение»), в издании 1852 года Маккей допускает, что в месмеризме «может быть доля истины». В мемуарах, написанных в конце 1850-х годов, Маккей признавал, что он «до определённой степени верил в животный магнетизм».
В годы Великой депрессии полузабытая было книга Маккея стала вновь популярна в США благодаря деятельности Бернарда Баруха, который высоко ценил Маккея и профинансировал переиздание «Заблуждений и безумств». В предисловии к изданию 1932 года Барух писал, что именно маккеевское описание тюльпаномании помогло ему спасти своё состояние: он успел уйти с фондового рынка до краха 1929 года. Впоследствии либеральные историки утверждали, что Барух в действительности был более склонен к риску и игре на повышение, чем он сам о себе писал, но объективная истина заключается в том, что он пережил кризис с минимальными потерями.
Маккеевский миф о тюльпаномании прочно вошёл в обиход политиков, журналистов и биржевых игроков, но в серьёзных экономических работах первой половины XX века почти не использовался. В 1957 году Пол Самуэльсон вновь ввёл маккеевскую трактовку тюльпаномании в лексикон экономистов; в 1960-е благодаря Самуэльсону и его ученикам Джозефу Стиглицу и Карлу Шеллу она надолго закрепилась в академической экономике. Лишь в 1989 году экономист Питер Гарбер впервые оспорил основные положения экономических новелл Маккея; в 2000-е годы критическое отношение к Маккею взяло верх в среде профессиональных историков. В экономической литературе, особенно рассчитанной на массового читателя, маккеевская интерпретация по-прежнему широко распространена.

## Авторская позиция
Маккей издал свою книгу в эпоху, когда ещё не существовало ни научной психологии толпы, ни её специфического языка, а клиническая психиатрия находилась в зачаточном состоянии. В языке Маккея отсутствуют понятия внушения, подражания или гипноза; вместо манипуляции научными терминами автор убеждал читателя эффектным, часто преувеличенным, драматизмом повествования. Не претендуя на серьёзный анализ, он одновременно и поучал, и развлекал читателя. Толпа у Маккея не абстрактная общность, а осязаемый, шумный, живой организм. Последовательность событий разорвана: за финансовыми пирамидами XVIII века следует тюльпаномания XVII века, а за ней — средневековые поиски философского камня. Возможно, намеренный отказ от последовательного, исторического изложения «заблуждений и безумств» и обусловил популярность и длительный коммерческий успех книги.
Современное отношение к книге Маккея как к исследованию финансовых рынков и биржевых спекуляций сложилось лишь в XX веке; сам автор не пытался ни анализировать, ни критиковать рынки как таковые. Финансовые катастрофы прошлого были для него лишь одной гранью повествования, одним из нескольких типов иррациональных движений толпы. Все главы книги (не только экономические) следуют программе, открывающей предисловие к изданию 1852 года: «Изучая историю … мы обнаруживаем, что целые социальные группы внезапно останавливают свои взоры на какой-то одной цели, преследуя которую, сходят с ума; что миллионы людей одновременно попадаются на удочку одной и той же иллюзии и гонятся за ней, пока их внимание не привлечёт какая-нибудь новая глупость…». «Миллионы» — слово характерное для Маккея: он описывал людей средневековья тем же языком, что и падкую на сенсации лондонскую толпу викторианской эпохи. Маккей не пытался отстраниться ни от современного ему общества, ни от его экономической системы: его точка зрения — взгляд наблюдателя изнутри системы. «Безумство» участников финансовых пирамид для Маккея — порок не экономики, а человека, болезнь общества в целом. Мощь и непредсказуемость этой болезни одновременно и пугала, и восхищала шотландца.
Экономические «мании», по Маккею, имели несколько общих черт. Во-первых, все они основывались на иллюзии неисчерпаемых богатств (бездонные сокровищницы Южных Морей, бесконечный рост цен на тюльпаны и тому подобное). Воодушевлённые мифическим богатствами массы теряли точку опоры, с которой могли бы соотнести собственные фантазии, а экономические изобретения вроде бумажных денег и публично торгуемых акций лишь усугубили отрыв от реальности. Подобно многим современникам, Маккей не одобрял «абстракции» финансовых рынков, но при этом приветствовал технический прогресс. Во-вторых, он утверждал, что иллюзия ненадёжна и непредсказуема, поэтому любая «мания» рано или поздно заканчивается крахом — гибелью иллюзии и возвращением к реальности: «люди мыслят стадом … стадом же они сходят с ума, а в сознание приходят медленно и поодиночке». Для отдельно взятого человека это возвращение может быть долгим и болезненным, но иллюзия толпы гибнет быстро. В-третьих, что для Маккея было самым главным, — именно погоня за иллюзией и образует толпу. Иллюзия подчиняет себе человека и вытесняет на обочину все его нормальные, здоровые интересы. Став частью толпы, человек бросает привычные, полезные занятия и сосредотачивается на одной, ложной цели. Подобно средневековому карнавалу, иллюзия уравнивает бедных с богатыми, знатоков и профанов, и стирает индивидуальности. Привычные сословные барьеры и профессиональные институты рушатся, в спекуляции устремляются не только предприниматели, но и далёкие от финансовых рынков «дворяне, горожане, фермеры, мастеровые, мореплаватели, ливрейные лакеи, служанки и даже трубочисты и старьёвщики. Люди всех рангов…» (длинные перечисления такого рода вообще характерны для стиля Маккея). «Мания», по Маккею, буквально заразна (англ. contagion).

## Современная критика
Философ и историк психиатрии Дженнифер Радден признаёт правоту Маккея в его главном посыле: бесчисленные «мании» прошлого распространялись столь быстро, а общество было настолько готово отдаться очередному заблуждению, что рассуждения Маккея о «заразном безумстве» вполне оправданы. Разумеется, пишет Радден, большинство описанных Маккеем историй не были следствием психических расстройств. Наоборот, стихийные «мании» вызывали и продолжают вызывать психические расстройства у клинически здоровых людей и усугубляют состояние нездоровых. Главный же порок книги Маккея, по мнению авторов XXI века — распространение недостоверных сведений, скомпилированных из сомнительных источников без их проверки. В зрелые годы Маккею довелось заниматься серьёзными журналистскими расследованиями, но маловероятно, чтобы в 1841 году у него был какой-либо опыт в экономических и исторических исследованиях; его труд — типичная для Викторианской эпохи популярная компиляция.
Источники, использованные Маккеем, известны фрагментарно: историки и экономисты конца XX — начала XXI века достаточно разработали лишь тему тюльпаномании. По мнению, впервые высказанному в 1989 году экономистом Питером Гарбером, Маккей позаимствовал описание тюльпаномании из хорошо знакомых английской публике работ Иоганна Бекмана, который, в свою очередь, опирался на «Беседы Вармондта и Гаргудта» — анонимный пропагандистский памфлет 1637 года. И Бекман, и Маккей последовательно приукрасили текст «Бесед», добавив в них «исторические» анекдоты. Маккей буквально воспроизвёл в книге ошибки Бекмана в атрибуции таких анекдотов — вероятно, в своём «исследовании» темы Маккей ограничился лишь «Историей изобретений и открытий» Бекмана и не попытался перепроверить его источники. История Ледяного дома, по Маккею, происходила во времена Потёмкина и Екатерины II (в действительности — при Анне Иоанновне). Выводы Маккея о том, что тюльпаномания стала полноценных кризисом, который надолго ослабил экономику Нидерландов, современные авторы отрицают: экономический рост продолжался и после «краха» 1637 года, страна в целом «кризиса» не заметила. Тюльпановая отрасль отвлекала ничтожно малую долю экономических ресурсов страны; в спекуляциях участвовали не широкие массы «забросивших орудия своего труда» дилетантов, а лишь несколько сотен торговцев и цветоводов-любителей. Аналогичную критику маккеевской истории Компании Южных морей опубликовал экономист Ларри Нил.
Математик, специалист по криптографии и экономике Интернета Эндрю Одлизко обратил внимание на другую проблему книги Маккея — её зияющую неполноту. Маккей жил и работал во время четырёх инвестиционных лихорадок — бума середины 1820-х годов, бума середины 1830-х годов, железнодорожных лихорадок 1840-х и 1860-х годов. Однако в книге эти события упомянуты лишь один раз, мелким шрифтом в примечании к тексту 1852 года: «Первое издание этих томов вышло незадолго до того, как разразилась Великая Железнодорожная мания этого и последующего годов». Исследование других публикаций Маккея 1840-х годов показало, что сам он был активным и, вероятно, искренним глашатаем железнодорожного строительства. Он регулярно призывал соотечественников вкладывать в новые стройки и отрицал какие-либо параллели с инвестиционными скандалами XVIII века. Он требовал построить в Великобритании 100 тысяч миль железных дорог — что даже сверхоптимистические современники считали безумием. Критик «маний» прошлых веков сам обманулся в ожиданиях, и был совершенно не готов к краху «железнодорожной лихорадки».

## Комментарии
1. ↑  Приведено полное название второго издания (1852). В современных англоязычных изданиях оно может быть сокращено до Extraordinary Popular Delusions and the Madness of Crowds.
2. ↑  Фридсон перечисляет многочисленные большие и малые кризисы, по поводу которых цитировали Маккея, от роста цен на недвижимость до краха банка Barings в 1995 году[13].
3. ↑  Мнение Гарбера разделяют современные авторы, детально занимавшиеся историей тюльпаномании: историк Нидерландов Энн Голдгар[32], публицист Майк Дэш[англ.][33], экономисты Мартин Фридсон[англ.], Эд Томсон и Дуглас Френч[34].
4. ↑  За десятилетие первой железнодорожной лихорадки (1840-е и 1850-е годы) в Великобритании было начато строительство всего 8000 миль дорог, и лишь половина из них завершены[24].